# Летелон
Летело́н (фр. Lételon) — коммуна во Франции, находится в регионе Овернь. Департамент коммуны — Алье. Входит в состав кантона Серийи. Округ коммуны — Монлюсон.
Код INSEE коммуны — 03143.

## Население
Население коммуны на 2008 год составляло 128 человек.
| 1962 | 1968 | 1975 | 1982 | 1990 | 1999 | 2008 |
| ---- | ---- | ---- | ---- | ---- | ---- | ---- |
| 164  | 166  | 165  | 155  | 143  | 144  | 128  |

## Экономика
В 2007 году среди 81 человек в трудоспособном возрасте (15—64 лет) 56 были экономически активными, 25 — неактивными (показатель активности — 69,1 %, в 1999 году было 72,7 %). Из 56 активных работали 46 человек (25 мужчин и 21 женщина), безработных было 10 (8 мужчин и 2 женщины). Среди 25 неактивных 5 человек были учениками или студентами, 11 — пенсионерами, 9 были неактивными по другим причинам.